# Calvin E. Simmons
Calvin Eugene Simmons (San Francisco, 27 aprile 1950 – Lake George, 21 agosto 1982) è stato un direttore d'orchestra statunitense.
Fu il primo direttore afroamericano di una grande orchestra.

## Biografia
Simmons nacque a San Francisco, in California, nel 1950. All'età di 9 anni, si affacciò sulla scena musicale della Bay Area ed iniziò a vivere il suo sogno di diventare un musicista di livello mondiale. Gli era stato insegnato il pianoforte fin da piccolo da sua madre, Matty. All'età di 11 anni dirigeva il Coro dei ragazzi di San Francisco, di cui era stato membro, iniziato da Madi Bacon. Madi gli diede la prima libertà artistica di aiutare nel coro, cosa che sarebbe stata molto utile a lui e gli altri per anni. Fu assistente direttore d'orchestra della San Francisco Opera dal 1972 al 1975, vincendo il premio Kurt Herbert Adler.
Dopo aver lavorato come assistente direttore della Los Angeles Philharmonic Orchestra con Zubin Mehta, Simmons diventò direttore musicale dell'Orchland Symphony Orchestra all'età di 28 anni; diresse l'orchestra per quattro anni. Continuò a dirigere la Los Angeles Philharmonic, sia al Dorothy Chandler Pavilion che all'Hollywood Bowl. Volle aiutare Carmen McRae cantando il jazz una sera, poi diresse William Walton o The Planets di Holst una o due notti dopo. Fu il primo afroamericano ad essere nominato direttore d'orchestra di una importante orchestra sinfonica degli Stati Uniti ed era frequentemente direttore ospite con alcune delle principali compagnie e orchestre operistiche della nazione (come l'Orchestra di Filadelfia). Fu direttore musicale dell'Ojai Music Festival nel 1978.
Fece il suo debutto al Metropolitan Opera dirigendo Hänsel e Gretel di Engelbert Humperdinck, ritornando l'anno successivo. È stato nello staff musicale di Glyndebourne dal 1974 al 1978 e diresse l'Opera Touring di Glyndebourne, tra cui Così fan tutte nel 1975. Ha collaborato con il regista britannico Jonathan Miller in una celebre produzione di Così fan tutte di Mozart al Teatro dell'Opera di St Louis (USA) poco prima della sua morte.
Rimase attivo alla San Francisco Opera per tutta la sua vita, aiutando il direttore generale Kurt Herbert Adler, prima come répétiteur e poi come membro dello staff direttivo. Fece il suo debutto formale dirigendo La bohème di Giacomo Puccini con Ileana Cotrubaș. Il suo ultimo lavoro su una produzione di Lady Macbeth of the Mtsensk District di Dmitri Shostakovich attirò l'attenzione nazionale. Nel 1979 diresse la prima di La Loca di Menotti a San Diego.
I suoi ultimi concerti sono stati tre spettacoli del Requiem di Wolfgang Amadeus Mozart nell'estate del 1982 con il Masterworks Chorale e l'Orchestra del Festival di Midsummer Mozart.

## Altri Lavori
Il racconto "Addio San Francisco", che compare nell'antologia Murder at the Opera (Mysterious Press, 1989), è stato scritto da Simmons con l'editore Thomas Godfrey, sotto uno pseudonimo.

## Morte
Simmons morì in un incidente di canoa all'età di 32 anni nei pressi di Lake George a New York. Dopo un grande funerale pubblico alla Grace Cathedral di San Francisco, fu sepolto nel Cypress Lawn Memorial Park a Colma, in California.
A un concerto commemorativo tenutosi a Paramount Theatre di Oakland poche settimane dopo, fu ricordato per il suo talento, la sua intelligenza e il suo senso del divertimento e la sua capacità di portare rapidamente a termine qualsiasi partitura.

## Eredità
La Oakland Symphony Orchestra fu riorganizzata nel luglio del 1988 come Orchestra sinfonica di Oakland East Bay. Simmons fu onorato intitolandogli il Calvin Simmons Theater al Henry J. Kaiser Convention Center di Oakland, in California. La scuola media Calvin Simmons di Oakland fu chiamata così in suo onore, ma da allora ha cambiato nome in United For Success Academy. Simmons è anche l'omonimo della grande sala da ballo dell'hotel Oakland Marriott.
La sua morte ha ispirato Lou Harrison a comporre Elegy, To The Memory Of Calvin Simmons, Michael Tippett a comporre The Blue Guitar, una sonata per chitarra solista e Robert Hughes a comporre Sop'o muerte se cande, per tenore e orchestra (1983, 2013). John Harbison ha scritto Exequien per Calvin Simmons. Simmons diresse il Concerto per violino di Harbison poco prima della sua morte.